# Tour convective
Pour l’article homonyme, voir Tour.

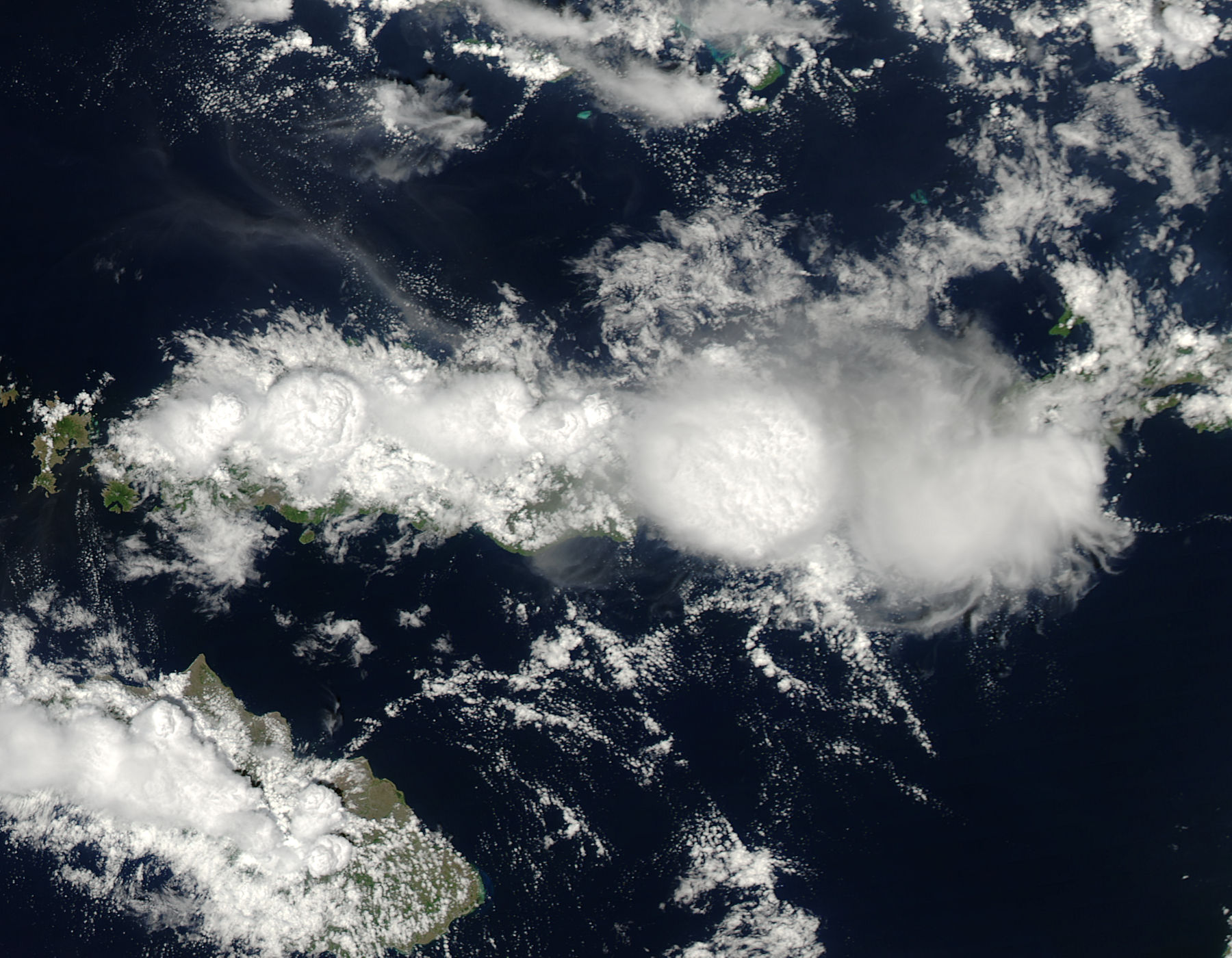
Tours convectives au-dessus de l'île de Florès (Indonésie) le 2 décembre 2013

Une tour convective (parfois appelée tour chaude)  est un cumulonimbus des régions tropicales de grande extension verticale, le plus souvent associé à un cyclone tropical ou à la zone de convergence intertropicale, qui transperce la tropopause et atteint le bas de la stratosphère,;
dans les régions tropicales, la tropopause se situant à environ 15 km d'altitude. La présence de tours convectives laisse présager le renforcement d'un cyclone dans les 6 heures qui suivent.
Ce nuage présente une certaine similarité avec les sommets protubérants qui se forment lors d'orages supercellulaires aux latitudes tempérées. En anglais, les tours convectives sont appelées hot towers (soit littéralement « tours chaudes ») car de grandes quantités de chaleur latente sont libérées lors de la condensation et la congélation de la vapeur d'eau.

## Historique et principe

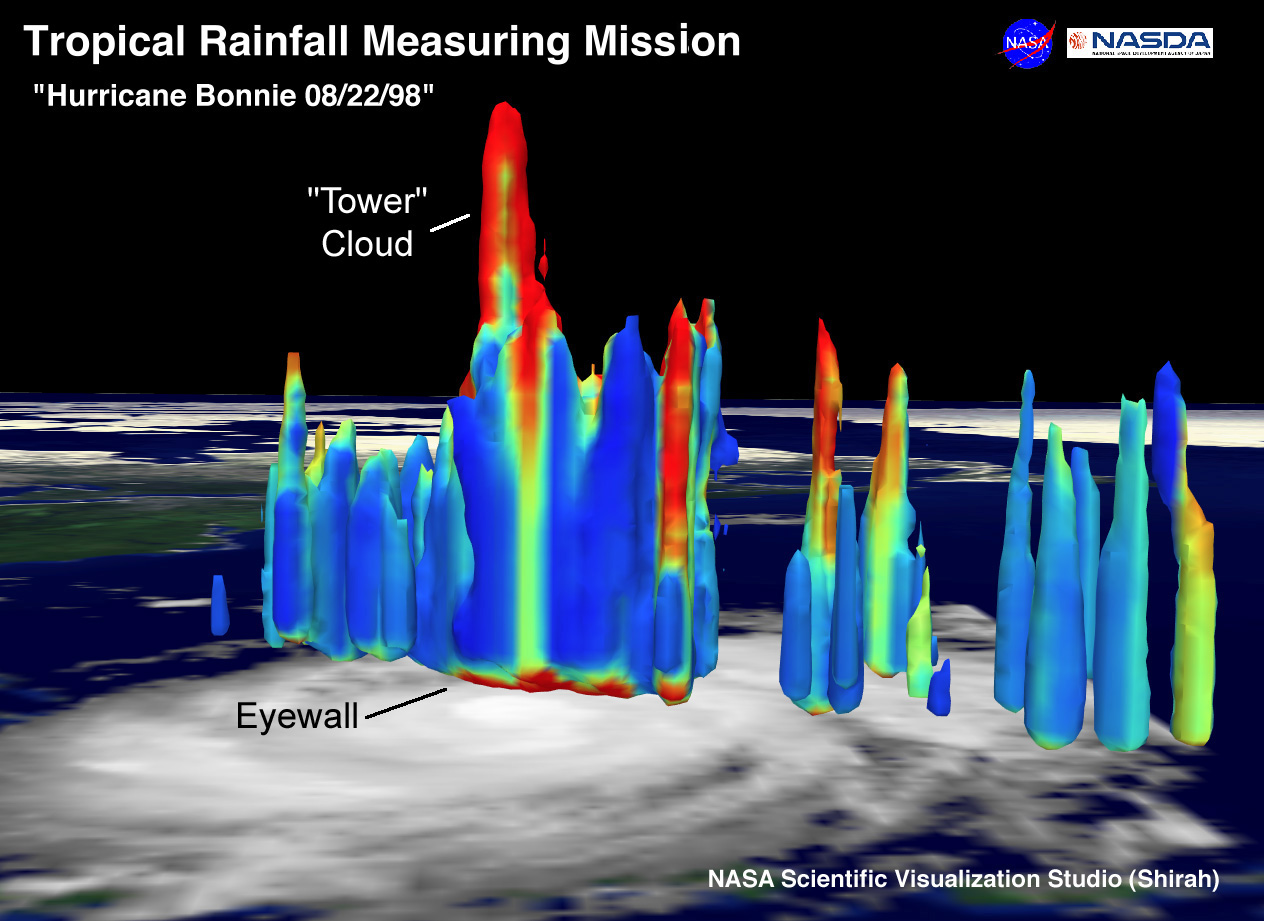
Tours convectives associées à l'ouragan Bonnie (1998). La hauteur des nuages n'est pas à l'échelle.

Avant 1958, le mécanisme de circulation atmosphérique appelé cellules de Hadley était mal compris. La théorie des tours convectives a été proposée cette année-là par Herbert Riehl et Joanne Simpson (à l'époque Joanne Malkus, nom de son second mari) après une étude approfondie des niveaux de température potentielle équivalente dans les régions tropicales. Simpson avait en effet obtenu un vieil appareil PBY-6A, équipé de divers instruments pour mesurer le vent, l'humidité, le contenu en eau liquide, la pression atmosphérique, la température, etc., de la recherche navale des États-Unis et avait réussi à faire des mesures in situ.
Les sondages atmosphériques dans cette région montraient que le mouvement vertical y était minimal et ne pourrait pas produire les orages intenses observés. De plus, l'instabilité moyenne dans les tropiques se trouve dans les bas niveaux de l'atmosphère et ne peut générer des orages très intenses et soutenus. Les données recueillies par Simpson les ont amenés à l'hypothèse que la source d'énergie de cellules convectives intenses se trouvait dans le fait de concentrer le courant ascendant dans une colonne limitée (de diamètre d'environ 5 km) où la libération de chaleur latente lors des changements de phase de la vapeur d'eau. La grande largeur des cellules orageuses fait l'effet d'un espace tampon entre l'air sec autour de la zone de convection et le courant ascendant. N'ayant pratiquement aucun mélange, la parcelle d'air en ascension doit se refroidir suivant l'adiabatique humide et amener son énergie à grande altitude.
En abritant ainsi le courant ascendant dans la masse orageuse, le dégagement de chaleur latente pourrait se perpétuer et former des tours très élevées persistantes. Leur présence permet de changer localement l'environnement autour d'elles et le rendre plus propice au développement de plus de nuages orageux.

### Ajustement de la théorie
Plus récemment, la circulation atmosphérique directe de la cellule de Hadley de la zone de convergence intertropicale fut étudiée. Grâce aux données provenant d'expériences comme TOGA COARE, il était possible de créer des simulations informatiques des orages dans cette zone. Les résultats servirent à vérifier l’hypothèse de la tour convective comparés aux observations détaillées. Pour les parcelles d'air provenant de près ou au-dessous de la base des nuages dans la couche limite, le modèle a montré qu'une majorité (62 %) de ces trajectoires étaient capables de dépasser le niveau de 10 km au cours de leur vie, environ 5 % atteignant plus de 14 km d’altitude, soit près du sommet modélisé des nuages (15,5 km).
Les trajectoires simulées ont montré que la plupart des parcelles connaissaient une première diminution rapide de leur température potentielle ({\displaystyle \theta }) sous 5 kilomètres d'altitude à la suite de l’entraînement atmosphérique avec l’air ambiant. Au-dessus du niveau de congélation, la libération de chaleur latente par les processus liés à la glaciation ramenait {\displaystyle \theta } près de sa valeur originale. Des trajectoires analogues, observées par radar météorologique aéroporté in situ, ont même détecté plus de parcelles (près de 5 %) atteignant des hauteurs supérieures à 10 km que celui indiqué par les simulations correspondantes.
Ces études montèrent que la chaleur latente libérée au-dessus du point de congélation pouvait compenser la réduction de la flottabilité par l'entraînement à des niveaux inférieurs, permettant ainsi à l'air provenant de la couche limite de contribuer au maintien à la fois du mouvement vertical local et de la cellule de Hadley à grande échelle. Une « tour convective » tropicale doit donc être redéfinie comme tout nuage convectif profond avec une base dans la couche limite et dont le sommet atteint la troposphère supérieure.

## Effets sur les cyclones tropicaux
Les scientifiques savaient déjà que l’œil d'un cyclone tropical était formé d'un mur orageux entourant une zone plus chaude que l'environnement externe au système mais ne pouvaient expliquer la différence de 10 à 18 degrés Celsius ni son maintien. L'hypothèse des tours convectives apportait une explication simple à ce phénomène. Les vents près de la surface de la mer et entrant dans le cyclone apporte de l'air très chaud et humide. En permettant le transport de cette énergie dans un certain nombre de tours dans le mur, et non une ascension générale, il y a concentration du dégagement de la chaleur latente en altitude. Cette dernière réchauffe ensuite l'environnement du mur et de l’œil.   
En 2007, la NASA a émis l'hypothèse que le cisaillement des vents entre l'œil et le mur de l'œil peut augmenter la vitesse des courants ascendants et peut être une source purement dynamique de phénomènes convectifs.
Dans l'ouragan Dennis, des tours convectives s'élevant jusqu'à 16 km soit 55 000 pieds environ ont été observées. Les courants ascendants ont atteint 20 m/s et les courants descendants ont atteint 10-12 m/s.
Ces tours convectives sont concomitantes au renforcement du cyclone.
Lors de l'ouragan Bonnie (1998) qui frappa la Caroline du Nord en août 1998, les tours convectives se sont élevées à 17,5 km soit près de 60 000 pieds et ont pris la forme de cumulonimbus supercellulaires. L'intensité des courants ascendants est inconnue,.
Cet ouragan provoqua des dégâts de l'ordre de 1 milliard de dollars et la mort de 3 personnes selon la NOAA et le National Hurricane Center.